# Thelasis celebica
Thelasis celebica är en orkidéart som beskrevs av Rudolf Schlechter. Thelasis celebica ingår i släktet Thelasis och familjen orkidéer.
Artens utbredningsområde är Sulawesi. Inga underarter finns listade i Catalogue of Life.